# Jean Chollet (scénographe)
Pour les articles homonymes, voir Jean Chollet.
Jean Chollet est un journaliste et critique dramatique français.
Architecte de formation, diplômé en études théâtrales, il est devenu spécialiste de tout ce qui touche à la construction du dispositif scénique, de l'histoire architecturale des théâtres à celle de la scénographie.
Collaborateur de nombreuses revues françaises et étrangères, il fut entre autres directeur de publication de la revue Actualité de la scénographie de 1983 à 2005, de Acteurs/Auteurs en 1986-1987,  et rédacteur en chef de la revue Jours nouveaux ( Audiens)  de 2000 à 2003. Collaborateur permanent aux éditions annuelles de l'Encyclopaedia Universalis de 2002 à 2022.
Commissaire général, (accompagné de Jacques Bailion, du Centre National du Théâtre), de la représentation française de scénographie à la Quadriennale de Prague 2003. 
Vice - président (Théâtre) du Syndicat professionnel de la critique dramatique, de musique et de  2006 à 2014;
Il est nommé en 2020, chevalier dans l'Ordre des Arts et des Lettres.

## Distinctions
- Chevalier de l'ordre des Arts et des Lettres (2020)

## Principales publications
- Les lieux scéniques en France, 1980-1995, 15 ans d'architecture et de scénographie, avec Marcel Freydefont, AS, 1996. (Prix du meilleur livre sur le théâtre du Syndicat professionnel de la critique de Théâtre de Musique et de danse)
- Le théâtre de la cité à Toulouse, avec Sarah Hirschmuller et Nicolas Meckel, AS, 1997.
- La Comédie-Française, Trois théâtres dans la ville, avec Odile Faliu, Catherine Naugrette -Christophe et Jean-Loup Rivière, Editions Norma, 1997
- Théâtres en ville, théâtres en vie. Conversations sur la mise en jeu des théâtres à l'italienne (Actes du colloque européen organisé les 25 et 26 juin 1998 par l'Association des théâtres à l'italienne à l'Odéon-Théâtre de l'Europe), dir. Jean Chollet et Marcel Freydefont, L'Harmattan, 2000.
- Le Théâtre au plus près, ouvrage collectif sous la direction de Jean-Marie Thomasseau, Presses universitaires de Vincennes, 2005
- Fabre et Perrottet, architectes de théâtre, avec Marcel Freydefont, éditions Norma, 2005.
- André Acquart, architecte de l'éphémère. Scénographies, décors et costumes de 1950 à 2006, Actes Sud, 2006. (Prix du meilleur livre sur le théâtre du Syndicat professionnel de la critique de Théâtre de Musique et de Danse)
- Théâtre occidental, Le Mélange des genres, in Encyclopaedia Universalis, 2008.et collaborations annuelles permanentes depuis 2002.
- Word Scenography, ouvrage collectif, participation pour le volet consacré à la France, Volume 1975-1990 (2012) Volume 1990-2005 (2014) Éditeurs Eric Fielding & Peter McKinnon - USA -  (A beautiful volume.One that theatre people world-wide will want to own. International Association of Theatre Critics.)
- Scénographes en France 1975 - 2012 et Scénographes en France 1975-2015 avec Luc Boucris et Marcel Freydefont. Éditions Actes - Sud 2013 et 2015. Publication en langue coréenne en 2017, par Misul Munhwa Publishing Co